# 남항·부산항대교 영도연결도로
남항·부산항대교 영도연결도로(Yeongdo Highway Overpass, 南港·釜山港大橋 影島連結道路, 부산광역시도 제66호선의 일부)는 부산광역시 영도구 남항동 남항대교와 청학동 부산항대교를 잇는 부산광역시의 고가도로이다. 전 구간 부산광역시도 제66호선으로 지정되어 있다. 
구간단속 시행도로로 영도연결도로 전 구간이 70km/h로 되어있다.

## 역사
- 2014년 10월 7일 : 개통

## 주요 경유지
부산광역시
- 영도구 남항동 - 청학동